# Автопортрет (Максимович)
«Автопортрет» — картина українського художника-авангардиста початку XX століття Всеволода Максимовича, написана 1913 року. Зберігається в Національному художньому музеї України.

## Опис
На автопортреті зображена напрочуд красива, елегантна молода людина. Сильне враження справляють очі. Задумливий, сумний і дещо холодний погляд, в якому внутрішня спустошеність, відчуття душевної втоми, відречення від світу, а може, і передчуття близької смерті. Невдовзі митця не стало. Картина побудована на драматичному зіставленні глибокого чорного і сліпучо білого кольорів.

## Історія
Після самогубства художника в Москві його картини зберегла Надія Ніколаєва (дівчина, в яку був закоханий митець). У 1925 році двадцять шість полотен (серед яких був і автопортрет художника) викупив мистецтвознавець Федір Ернст для Всеукраїнського історичного музею (тепер Національний художній музей України). Через декілька років, коли футуризм визнали "нерадянським", картини Максимовича відправили до сховища.
Сплеск інтересу до самобутньої творчості Максимовича відбувся завдяки виставці «Перехрестя. Модернізм в Україні, 1910 — 1930», що відбулася в 2007 в Нью-Йорку, на якій поміж інших було представлено і декілька картин Максимовича. Мистецтвознавець Ванкарем Никифорович у статті "Відкриття і потрясіння" назвав їх "приголомшливими за задумом і за технікою виконання". І додав: "Складно повірити, що всі ці чудові картини написав художник, якому було лише 19 років".  